# 이장훈 (조선귀족)
이장훈(李長薰, 1917년 12월 30일 ~ 1993년 9월 16일)은 일제강점기의 조선귀족으로, 본관은 전주(全州), 원적지는 경성부 관철동이며 남작 이근상의 아들이다.

## 생애
1920년 1월 20일 자신의 아버지였던 이근상이 사망한 뒤부터 그의 양자로 입적했으며 이근상이 갖고 있던 호주(戶主)를 승계받았다. 1920년 5월 10일에는 자신의 아버지였던 이근상이 받은 남작 작위를 승계받았다.
1938년 3월 조선총독부 경성법학전문학교에 입학했고 1941년 4월 14일 졸업했다. 1940년 11월 10일 일본 기원 2600년 축전에 초대받은 것을 계기로 일본 정부로부터 기원 2600년 축전 기념장을 받았고 1944년 8월 1일 일본 정부로부터 정5위에 서위되었다.
1942년 12월 17일 조선총독부로부터 평안북도 의주군 고관면 소재 금 광산 283,920평(938,578.512m2)에 대한 광업권을 취득했고 1944년 8월 16일에는 평안북도 의주군 소재 흑연 광산 9,185,000평(30,363,636.4m2)에 대한 운영권을 취득했다.
친일파 708인 명단의 조선귀족 부문과 민족문제연구소의 친일인명사전 수록자 명단의 수작/습작 부문, 친일반민족행위진상규명위원회가 발표한 친일반민족행위 705인 명단에 포함되었다.

## 가족 관계
|                       |                       |                       |                       |                       |                       |  |  |  |  |                       |                       |                       |                       |                       |                       |  |  |  |  |                       |                       |                       |                       |                       |                       |  |  |  |  |  |  |  |  |  |  |  |  |  |  |  |  |  |  |
|                       |                       |                       |                       |                       |                       |  |  |  |  |                       |                       |                       |                       |                       |                       |  |  |  |  |                       |                       |                       |                       |                       |                       |  |  |  |  |  |  |  |  |  |  |  |  |  |  |  |  |  |  |
| 이근호(남작) (李根澔) | 이근호(남작) (李根澔) | 이근호(남작) (李根澔) | 이근호(남작) (李根澔) | 이근호(남작) (李根澔) | 이근호(남작) (李根澔) |  |  |  |  | 이근택(자작) (李根澤) | 이근택(자작) (李根澤) | 이근택(자작) (李根澤) | 이근택(자작) (李根澤) | 이근택(자작) (李根澤) | 이근택(자작) (李根澤) |  |  |  |  | 이근상(남작) (李根湘) | 이근상(남작) (李根湘) | 이근상(남작) (李根湘) | 이근상(남작) (李根湘) | 이근상(남작) (李根湘) | 이근상(남작) (李根湘) |  |  |  |  |  |  |  |  |  |  |  |  |  |  |  |  |  |  |
| 이근호(남작) (李根澔) | 이근호(남작) (李根澔) | 이근호(남작) (李根澔) | 이근호(남작) (李根澔) | 이근호(남작) (李根澔) | 이근호(남작) (李根澔) |  |  |  |  | 이근택(자작) (李根澤) | 이근택(자작) (李根澤) | 이근택(자작) (李根澤) | 이근택(자작) (李根澤) | 이근택(자작) (李根澤) | 이근택(자작) (李根澤) |  |  |  |  | 이근상(남작) (李根湘) | 이근상(남작) (李根湘) | 이근상(남작) (李根湘) | 이근상(남작) (李根湘) | 이근상(남작) (李根湘) | 이근상(남작) (李根湘) |  |  |  |  |  |  |  |  |  |  |  |  |  |  |  |  |  |  |
| 이동훈 (李東薰)       | 이동훈 (李東薰)       | 이동훈 (李東薰)       | 이동훈 (李東薰)       | 이동훈 (李東薰)       | 이동훈 (李東薰)       |  |  |  |  | 이창훈 (李昌薰)       | 이창훈 (李昌薰)       | 이창훈 (李昌薰)       | 이창훈 (李昌薰)       | 이창훈 (李昌薰)       | 이창훈 (李昌薰)       |  |  |  |  | 이장훈 (李長薰)       | 이장훈 (李長薰)       | 이장훈 (李長薰)       | 이장훈 (李長薰)       | 이장훈 (李長薰)       | 이장훈 (李長薰)       |  |  |  |  |  |  |  |  |  |  |  |  |  |  |  |  |  |  |

- 할아버지 : 이민승(李敏承)
  - 백부 : 이근호(李根澔)
    - 사촌형님 : 이동훈(李東薰)

  - 중부 : 이근택(李根澤)
    - 사촌형님 : 이창훈(李昌薰)

  - 숙부 : 이근홍(李根洪)
  - 숙부 : 이근목(李根沐)
  - 아버지 : 이근상(李根湘)

## 참고자료
- 친일반민족행위진상규명위원회 (2009). 〈이장훈 (李長薰)〉. 《친일반민족행위진상규명 보고서 Ⅳ-13》. 서울. 862~864쪽.